# Sigmodontomys alfari
Sigmodontomys alfari és una espècie de mamífer rosegador de la família dels cricètids. Viu a Colòmbia, Costa Rica, l'Equador, Hondures, Nicaragua, Panamà i Veneçuela. Els seus hàbitats naturals són els boscos humits de plana, els boscos secundaris, els aiguamolls i els camps de conreu situats prop de l'aigua. És una espècie en risc mínim, és a dir, no sembla que hi hagi cap amenaça significativa per a la seva supervivència.
L'espècie fou anomenada en honor de l'arqueòleg, geòleg, etnòleg, zoòleg i escriptor costa-riqueny Anastasio Alfaro.